# Bancos da Tribuna
Os bancos da tribuna eram assentos no Forum Romanum onde os Tribunos da Plebe se sentavam durante o dia para estarem disponíveis para os cidadãos romanos.

## Função
Os bancos da tribuna representavam o direito de assento típico dos magistrados romanos. Os tribunos plebeus sentavam-se nos bancos durante o horário comercial para cumprir as suas funções. Devido à transparência das bancadas da tribuna, era fácil para a plebe contactar as tribunas e fazer uso do ius auxilii, o direito de ajuda. Como não existia nenhum tipo de ponto de contacto do funcionalismo público, os tribunos costumavam ser contactados pessoalmente, nas bancadas, em caso de problemas civis. As transacções oficiais eram conduzidas oralmente, uma vez que não eram reduzidas à escrita, à vista do público.